# 富特魮
富特魮（学名：Barbus foutensis）為輻鰭魚綱鯉形目鯉科的其中一個種。被IUCN列為次級保育類動物，分布於非洲尼日、甘比亞、幾內亞、獅子山、馬利、奈及利亞，本魚具觸鬚，前面的短可能延伸過去的前面邊緣，在後部可能越過在後部的邊緣到達眼。體淺灰色，腹面淡色，背鰭軟條11枚；臀鰭軟條8枚，體長可達9公分。

## 扩展阅读
維基物種上的相關：富特魮